# Dyclonin
Dyclonin ist ein Lokalanästhetikum, das zur Anästhesie von Schleimhäuten vor medizinischen Untersuchungen und Eingriffen verwendet werden kann. Es findet sich auch in Pastillen und Sprays für den Hals- und Rachenraum. Dyclonin kann auch zur Unterdrückung des Würgereflexes angewendet werden.

## Entwicklung
Dyclonin wurde etwa 1956 von Pitman-Moore auf den Markt gebracht.

## Herstellung
Dyclonin wird durch Mannich-Reaktion aus 4-Butoxyacetophenon, Paraformaldehyd und Piperidinhydrochlorid hergestellt.